# Fermín Miota
Fermín Miota fue un político peruano. Nació en el Cusco en 1809 y fue enviado a París en 1825. Regresó de Francia en 1833 coincidiendo en su viaje de vuelta con Flora Tristán.
Fue diputado de la República del Perú por la provincia de Urubamba entre 1845 y 1853 durante el primer gobierno de Ramón Castilla y José Rufino Echenique.  
En los años 1840 ejerció el cargo de Subprefecto de la provincia de Canchis y en 1852 fue nombrado como subprefecto de la provincia de Quispicanchi. En los años 1860 fue vocal del Tribunal Mayor de Cuentas
Murió en Lima el 24 de abril de 1868 en una epidemia de fiebre amarilla que azotó Lima y El Callao.